# 溫錫純
溫錫純（?—?），江西省寧都直隸州人，清朝政治人物、同進士出身。
光緒十八年（1892年），参加光緒壬辰科殿試，登進士三甲58名。同年五月，著交吏部掣签分发各省，以知县即用